# Cyphomyia longicornis
Cyphomyia longicornis är en tvåvingeart som först beskrevs av Walker 1857.  Cyphomyia longicornis ingår i släktet Cyphomyia och familjen vapenflugor. Inga underarter finns listade i Catalogue of Life.